# Naoki Ishihara
Naoki Ishihara (jap. 石原 直樹 Ishihara Naoki; ur. 14 sierpnia 1984) – japoński piłkarz występujący na pozycji napastnika. Obecnie występuje w Vegalta Sendai.

## Kariera klubowa
Od 2003 roku występował w klubach Shonan Bellmare, Omiya Ardija, Sanfrecce Hiroszima, Urawa Red Diamonds i Vegalta Sendai.